# Вінітар
Вінітар (лат. Winithar Clodius Decimus Panca Vinitharius, 333 — 380 або 404) — король остготів, які мешкали на теренах сучасної України.
Був сином Валараванса з роду Амали, і як нащадок Германаріха успадкував трон. Вінітар був батьком Вандалара.
Прагнув уникнути панування гунів над своїми племенами. Під час правління розпочав війну зі слов'янами вбивши антського князя Божа (380 року). Невдовзі слов'яни об'єдналися з гунами на чолі з Баламиром задля помсти Вінітару.
Убитий у 380 або в 404 році в бою з гунами, після чого значна частина готів була ними винищена. Баламир одружився з Валадамаркою (Valadamarka), племінницею Вінітара і таким чином отримав контроль над частиною готів. Проте наступником Вінітара став не Сигізмунд, а Хунимунд — син Германаріха.
Йордан зводить генеалогію Вінітара через його батька Валараванса до його діда Вультвульфа, який був рідним братом Германаріха.
На думку німецького історика Хервіга Вольфрама, ім'я Вінітар (гот. Winiþ-arja букв. «Переможець венедів»), як це зазвичай буває з пишними прізвиськами, було згодом присвоєно йому його нащадками. За його припущенням, Витимир і Вінітар є однією особою: перший з них, який згадується Амміаном Марцелліном, здобувши перемогу над слов'янами-венедами, отримав прізвисько Вінітар, яке згадується вже Кассиодором. А у Аміана Марцелліна з аланами бореться і Витимир.
| Попередник Видирих | Король остготів 380 — 390 | Наступник Хунимунд |